# Gonderange
Gonderange (lb. Gonnereng, niem.  Gonderingen) – wieś (Uertschaft) w środkowym Luksemburgu, w kantonie Grevenmacher, w gminie Junglinster. Do 3 października 2015 miejscowość leżała w dystrykcie Grevenmacher, a do 31 grudnia 1978 do gminy Rodenbourg. Liczy 1965 mieszkańców (1 stycznia 2023).